# Amplicephalus pallidus
Amplicephalus pallidus är en insektsart som beskrevs av Rauno E. Linnavuori 1959. Amplicephalus pallidus ingår i släktet Amplicephalus och familjen dvärgstritar. Inga underarter finns listade i Catalogue of Life.